# Champions (James Blunt)
Champions è un singolo del cantautore britannico James Blunt, pubblicato il 4 ottobre 2019 come secondo estratto dal sesto album in studio Once Upon a Mind.

## Descrizione
Il brano è stato scritto da James Blunt, Danny Parker, Mozella, Dan Preddy e Mark Crew, gli ultimi due dei quali lo hanno anche prodotto.

## Video musicale
Il lyric video del brano è stato pubblicato sul canale YouTube del cantautore in concomitanza con il lancio del singolo. La canzone è stata inoltre accompagnata da un video di Blunt che canta il brano in versione acustica girato al The Pool Studio di Londra.

## Tracce
Testi e musiche di James Blunt, Danny Parker, Mozella, Dan Preddy e Mark Crew.
1. Champions – 3:13

## Classifiche
| Classifica (2019) | Posizione massima |
| ----------------- | ----------------- |
| Svizzera          | 65                |